# Danh sách câu lạc bộ bóng đá ở Quần đảo Bắc Mariana
Đây là danh sách các câu lạc bộ bóng đá ở Quần đảo Bắc Mariana.
- IFC Wild Bills
- Inter Godfather's
- Kanoa FC
- KFAS
- Matansa Football Club
- Marianas Pacific United Football Club
- Paire FC
- Tan Holdings FC